# Bayview (Californië)
Bayview is een plaats (census-designated place) in Humboldt County in het noordwesten van de Amerikaanse staat Californië. Bayview maakt deel uit van de agglomeratie rond Eureka.

## Geografie
Bayview ligt aan de Humboldt Bay in het noordwesten van Californië, een regio die bekendstaat als het Redwood Empire. Bayview sluit in het noorden aan bij de regionale stad Eureka. Veel inwoners van Bayview associëren zichzelf meer met de ongeïncorporeerde gemeenschap Pine Hills dan met "Bayview". Andere naburige plaatsen zijn Cutten, ten oosten van Bayview, en Humboldt Hill, 4 km ten zuiden van Bayview.
Volgens de volkstelling van 2010 bedraagt de oppervlakte van Bayview 1,895 km², allemaal land.

## Demografie
Volgens de census van 2010 bedroeg de bevolkingsdichtheid 1300/km² en bedroeg het totale bevolkingsaantal 2510. Er waren 1023 gezinnen en 602 families in Bayview. De gemiddelde gezinsgrootte bedroeg 3,06. De etnische samenstelling van Bayview was als volgt:
- 78,0% blanken
- 1,1% zwarten of Afro-Amerikanen
- 4,7% Native Americans
- 3,5% Aziaten
- 0,2% mensen afkomstig van eilanden in de Stille Oceaan
- 7,4% andere
- 5,0% twee of meer rassen

Van de gehele bevolking identificeerde 16,9% zich bovendien als Hispanic of Latino.

## Politiek
Voor de Senaat van Californië ligt Bayview in het tweede district, dat vertegenwoordigd wordt door de Democraat Noreen Evans. Voor de verkiezing van vertegenwoordigers in het Assembly, valt Bayview binnen het eerste district, dat vertegenwoordigd wordt door de Democraat Wes Chesbro. Beide districten omvatten ongeveer de hele kuststrook van Californië ten noorden van Marin County. Ze worden traditioneel door Democratische kandidaten gewonnen. Voor de verkiezing van Afgevaardigden in het Huis van Afgevaardigden valt Bayview net als de omringende plaatsen in het eerste congresdistrict, dat ook traditioneel Democratisch stemt. Mike Thompson vertegenwoordigt het district sinds 1999.